# Grzegorz Kazimierski
Grzegorz Marek Kazimierski (ur. 1 marca 1958 w Mysłowicach) – polski polityk, poseł na Sejm I kadencji.
Ukończył studia na Wydziale Prawa i Administracji Uniwersytetu Śląskiego. Pracował następnie jako pełnomocnik ds. podatkowych. Pełnił funkcję posła I kadencji, wybranego z listy Wyborczej Akcji Katolickiej w okręgu katowickim. Należał do Zjednoczenia Chrześcijańsko-Narodowego. W latach 1994–1998 przewodniczył radzie miasta w Tychach z ramienia Koalicji Tyskiej Prawicy.
W 2004 założył Stowarzyszenie „Prawe Tychy” (działające do 2007). W 2006 i w 2014 bez powodzenia kandydował do rady miasta. Również w 2014 został pełnomocnikiem Polski Razem w Tychach (następnie przewodniczącym partii, która w 2017 przekształciła się w Porozumienie), a w 2015 pełnomocnikiem Stowarzyszenia Chrześcijańsko-Narodowego w okręgu katowickim.

## Odznaczenia
W 2020 odznaczony Krzyżem Wolności i Solidarności.